# كروجل
كوروجل هي بلدة وبلدية تابعة لولاية العصابة في موريتانيا.

## التقسيم الإداري
بلدية كوروجل تابعة إداريًا لمقاطعة كيفة

## السكان
يقدر عدد سكان البلدية 3 771 نسمة بتعداد سنة 2000